# Govori rekaških Hrvata
Riječ je o govorima koji su nekoć pripadali slavonskom dijalektu, međutim su pod utjecajem okolnih ekavaca prihvatili ekavski refleks jata i poprimili staroštakavsku akcenuaciju. Riječ je o rubnom dijalektu, koji se nalazi i u područjima oko Rekaša u Rumunjskoj i pograničnim dijelovima uz srbijansko-rumunjsku granicu.

Glavne karakteristike su;
- zatvorenoekavski refleks jata
- od e i od prednjeg nazala dobiveno je otvoreno e (postoje i ikavizmi)
- refleks poluglasa je [a], samoglasnog l [u]
- dočetno [l] je dalo neslogovno [o] ili slogovno [u]
- razlikuje se u skupini -ao, je li bilo etimološko, odnosno je li refleks sekundarnog poluglasa
- dolazi fonem [dc] kao zvučni parnjak [c]
- naglasak (i to kratkosilazni) se povlači s krajnjeg otvorenog sloga, dok se oba silazna povlače ako im je prethodila duljina
- govor nema tonskih opozicija ni nenaglašene duljine
- u otvorenom krajnjem slogu fakultativno se skraćuje dugosilazni naglasak (rumunjski utjecaj)
- jednače se genitiv i lokativ te dativ i instrumental u množini
- akuzativ množine muškog roda jednak je nominativu množine
- infinitivi su krnji i cjeloviti

Govor je izgubio većinu zapadnoštokavskih odlika, međutim postoji usmena tradicija o doseljenju iz istočne Slavonije kao i naknadnom doseljavanju 20-ak obitelji iz Mrkoplja u Gorskom kotaru. Stanovnici i govornici ovog govora sami sebe zovu Šokcima.